# Xenophasmina fimbriatum
Xenophasmina fimbriatum är en insektsart som först beskrevs av Ludwig Redtenbacher 1908.  Xenophasmina fimbriatum ingår i släktet Xenophasmina och familjen Phasmatidae. Inga underarter finns listade i Catalogue of Life.